# Maison Chapot
Das Haus Chapot, Maison Chapot, in der 41 Rue Saint-Gervais in Falaise, einer französischen Gemeinde im Département Calvados in der Region Normandie, wurde im 16. Jahrhundert errichtet. Dessen Gartenpavillon wurde 1927 als Monument historique auf die Liste der Baudenkmäler in Frankreich gesetzt.
Bei der Operation Overlord wurde das Gebäude und auch der Pavillon durch Bomben im August 1944 zerstört. 